# Calibán y la bruja
Calibán y la bruja: mujeres, cuerpo y acumulación primitiva es un libro de Silvia Federici publicado en 2004. Es una de las obras claves para entender el género y la familia durante la acumulación originaria de capital.
Como parte de la tradición marxista feminista radical autonomista, el libro ofrece una alternativa crítica a la teoría de la acumulación primitiva de Karl Marx. Federici sostiene que la caza de brujas sirvió para reestructurar las relaciones familiares y el papel de la mujer con el fin de satisfacer las necesidades de la sociedad durante el auge del capitalismo. Así justifica el uso de la extrema violencia ejercida contra las mujeres como un método sistemático de subordinación, base del Estado moderno.

## Antecedentes
En 1984, Federici había publicado con Leopoldina Fortunati la obra El gran Calibán, donde se trataba de investigar el análisis de la acumulación originaria de Marx desde un punto de vista feminista. Al mismo tiempo se planteó una crítica a la teoría del cuerpo de Foucault. Las autoras exponen que este último ignoró el trabajo reproductivo, fundió las historias masculina y femenina en un todo indiferenciado y obvió el proceso de disciplinamiento específico de las mujeres, hasta el punto de que no menciona nunca la Caza de brujas.

## Sinopsis

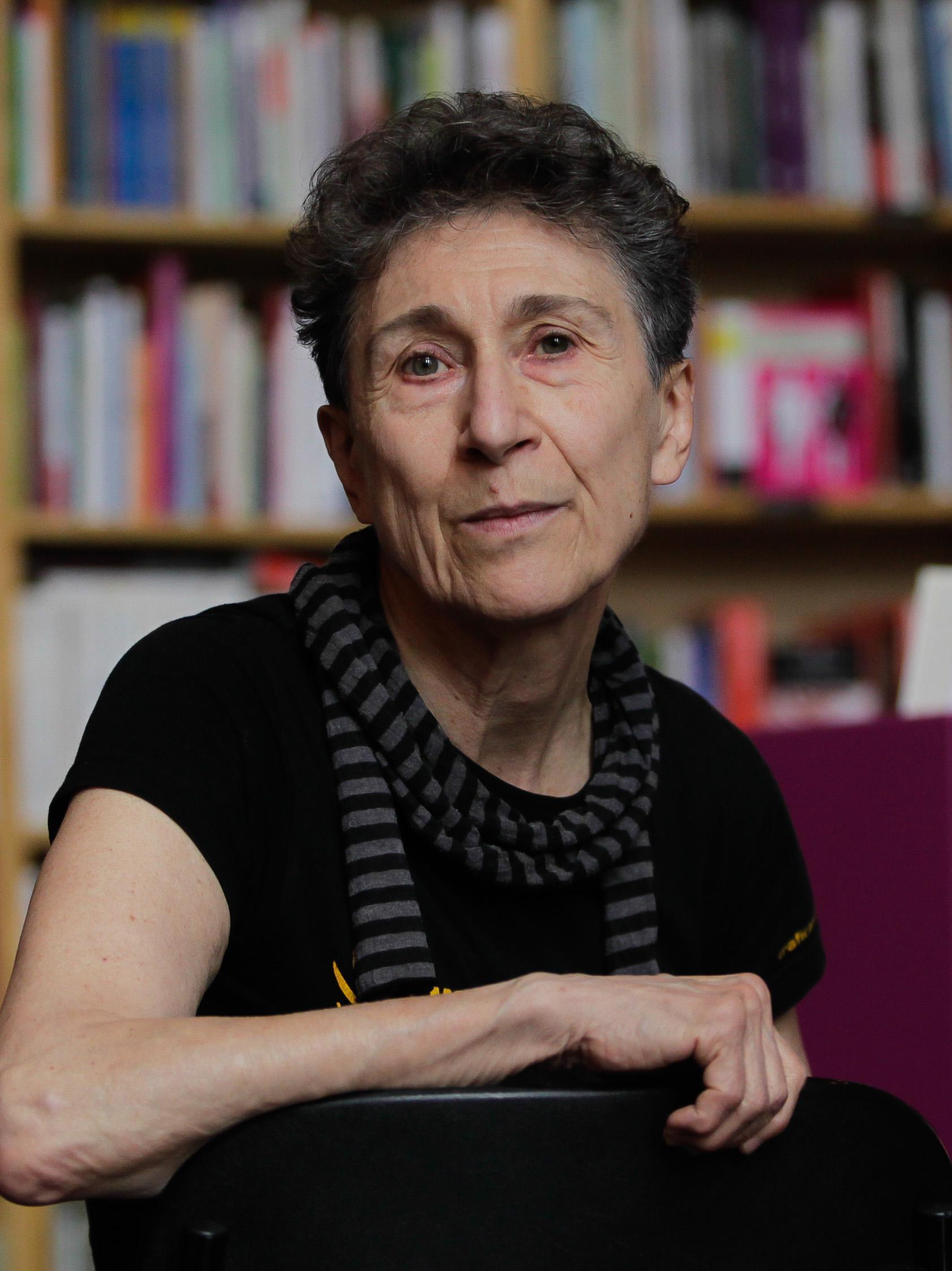
Silvia Federici en 2014

Silvia Federici considera que los procesos de acumulación originaria que sirvieron a la consolidación del capitalismo fueron parte de una contrarrevolución. Así, habrían sido la respuesta de la nobleza, la alta burguesía y la Iglesia católica frente a ciertas formas de organización. Estas formas de organización se habrían desarrollado entre los siglos XII y XIV. Serían, según Federici, los primeros intentos organizados en la historia europea de romper la moral sexual dominante y de establecer relaciones más igualitarias entre hombres y mujeres. La respuesta a esto fue la mencionada contrarrevolución que tuvo lugar entre los siglos XIV y XVI, siglo este último en el que tiene lugar la caza de brujas. Esta, junto con la colonización de América y la siguiente trata de esclavos, habría servido, según la autora, para establecer el capitalismo tal como lo conocemos.
El libro se estructura en cinco capítulos. En el primero, El mundo entero necesita una sacudida. Los movimientos sociales y la crisis política en la Europa medieval, Federici intenta mostrar que el capitalismo no es el resultado de un desarrollo evolutivo, sino que es la respuesta que dieron las clases dominantes a las rebeliones que el proletariado medieval había librado contra el poder feudal.
El segundo capítulo, La acumulación del trabajo y la degradación de las mujeres. Construyendo “diferencia” en la ‘transición al capitalismo’, sostiene que el proceso de formación del proletariado mundial no se realizó únicamente a través de la expropiación de los medios de subsistencia de los trabajadores europeos y la esclavización de los pueblos originarios, sino que fue necesaria también la transformación del cuerpo en una máquina de trabajo y el sometimiento de las mujeres como reproductoras de esa fuerza de trabajo.
En el tercer capítulo, El Gran Calibán. La lucha contra el cuerpo rebelde, se analiza cómo se modelaron los cuerpos.
En el cuarto capítulo, La gran caza de brujas en Europa, se critica el silencio de los estudios marxistas que han silenciado la caza de brujas en sus análisis, aunque fue uno de los acontecimientos claves del desarrollo del capitalismo y de la formación del proletariado moderno ya que sirvió para el control del cuerpo de las mujeres y de su capacidad reproductiva.
En el quinto capítulo y último Colonización y cristianización. Calibán y las brujas del Nuevo Mundo, Federici investiga las continuidades entre la caza de brujas europea y el dominio de las poblaciones del Nuevo Mundo, para mostrar el carácter global del desarrollo capitalista. Justifica así la inclusión del salvaje Calibán en el título de la obra.